# 南千尋
南 千尋（みなみ ちひろ、1988年3月10日 - ）は、日本の女優。奈良県出身。身長163cm。仕事所属。
石川県立中島高校普通科演劇コース卒業。
中島高校演劇コースで学んだ後、2009年に仲代達矢主催「無名塾」入塾。（27期生）2009年、舞台「マクベス」でデビュー。以降、舞台・TV等で活動している。
趣味は海外ドラマ鑑賞、車の運転。

## 資格
- 書道（最高段十七席）[2]。
- 日商簿記３級

## 特技
- 関西弁
- 能登弁
- 道を覚えること [3]

## 出演

### テレビドラマ
- NHK大河ドラマ「平清盛」 第18話（2010年、NHK）
- 水曜ミステリー9
  - 介護ヘルパー・紫雨子の事件簿2（TX）
- NHK朝の連続テレビ小説 まれ（2015年、NHK）
- 破裂（2015年、NHK）

### 映画
- 駆け込み女と駆け出し男 （2015年公開）-
- 稲塚権次郎物語（2015年公開）

### 舞台
- 無名塾『マクベス』（2009年、能登演劇堂）
- 無名塾『友達』（2010年5月7日-5月16日仲代劇堂）
- 無名塾『炎の人』（2011年、能登演劇堂他全国ツアー）
- 無名塾『葵ノ上・班女・熊野』（2015年12月18日〜20日仲代劇堂）

外部出演
- 石川県立中島高等学校演劇コース卒業公演（能登演劇堂）
- 劇団dooto！6月公演「フツーの爆弾」（2012年6月27日-7月1日、赤坂RED/THEATER）
- ロウバジェット（2012年10月31日-11月4日、赤坂RED/THEATER）
- 「13」（2013年6月6日〜9日）
- 輝く月の夜に「能登の狸御殿」（2013年8月31日、9月1日、能登演劇堂）

#### その他
- バカリズムの30分ワンカット紀行 （本郷）- 樋口一葉 役
- 亜矢と美律子の演歌の王道 (BSフジ) - ナレーション
- わが青春のヒット・キット (BSフジ) - ナレーション